# Вовк Василь Ярославович
Васи́ль Яросла́вович Во́вк (4 січня 1991, с. Кобло, Старосамбірський район, Львівська область — 11 липня 2014, Зеленопілля, Луганської області) — солдат 704-го полку радіаційного, хімічного, біологічного захисту Збройних сил України.

## Життєпис
Народився 4 січня 1991 року в селі Кобло Старосамбірського району.
Закінчив 9 класів загальноосвітньої школи села Кобло, потім — Дрогобицький механіко-технологічний коледж.
У 2009—2010 роках проходив строкову військову службу в лавах Збройних Сил України. Служив в 169-му навчальному гвардійському центрі Сухопутних військ Збройних Сил України (військова частина А0665, селище міського типу Десна Козелецького району Чернігівської області).
З 2010-х років проходив військову службу за контрактом у 704-му окремому полку радіаційного, хімічного, біологічного захисту Сухопутних військ Збройних Сил України (військова частина А0807, місто Самбір Львівської області).
З літа 2014 року брав участь в антитерористичній операції на сході України. Загинув 11 липня 2014 року під Зеленопіллям.
15 липня 2014 року похований в селі Кобло.
Без Василя лишились мама і сестра.

## Нагороди та вшанування
- орден «За мужність» III ступеня (8.08.2014) (посмертно)
- У селі Кобло на фасаді будівлі ЗОШ (вулиця Центральна, 2) та у холі Дрогобицького механіко-технологічного коледжу (вулиця Раневицька, 12), йому відкриті меморіальні таблиці.